# Cointreau

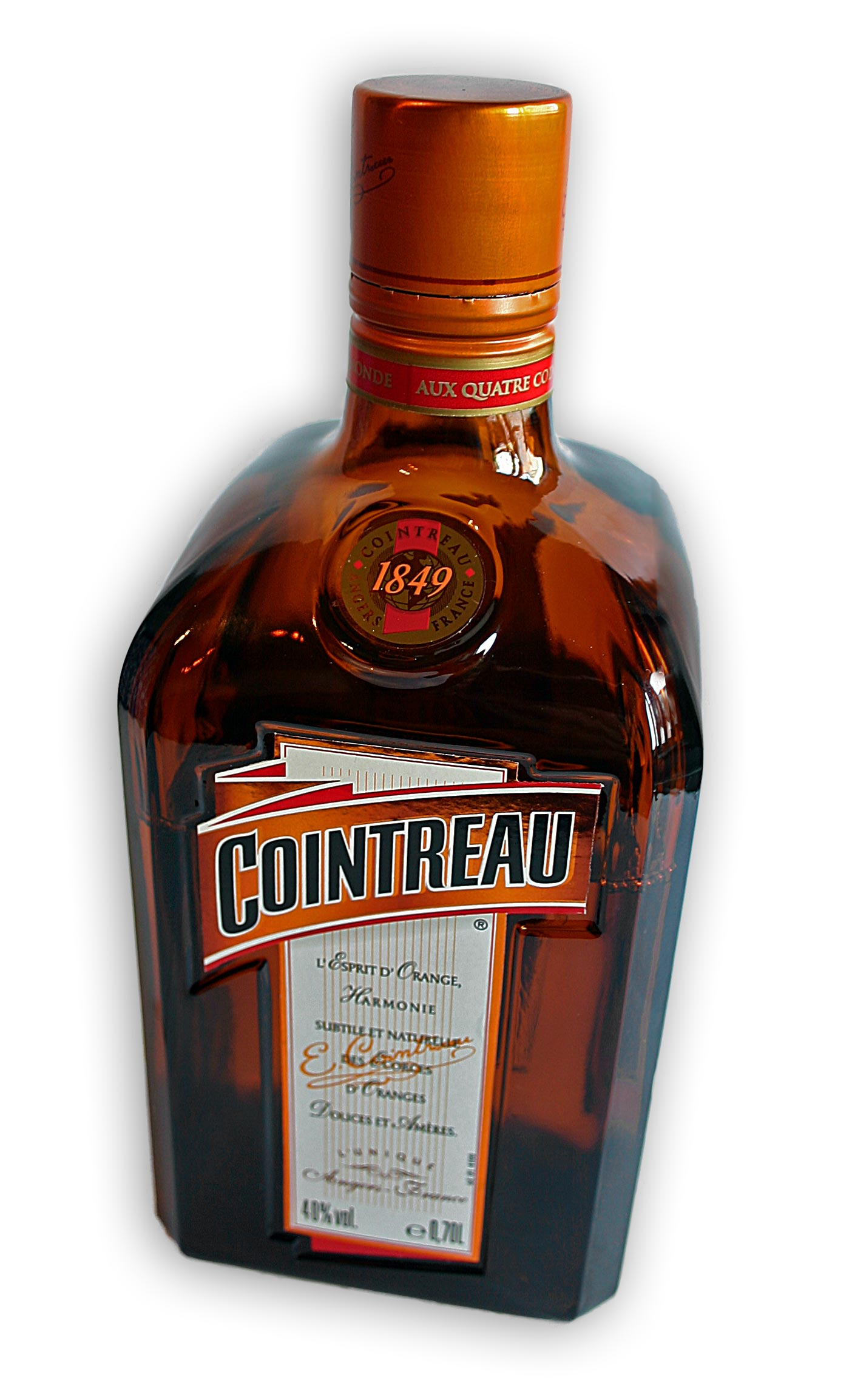
Cointreau

Cointreau (uitspraak [kwɛ̃ntro]) is een merk triple sec (likeur met sinaasappelsmaak) en wordt gemaakt door Rémy Cointreau, in Saint-Barthélemy-d'Anjou, een voorstad van Angers, Frankrijk. Cointreau haalt zijn sinaasappels van over de hele wereld, vooral Spanje en Haïti. Cointreau heeft een alcoholpercentage van 40%, wat erg sterk is voor een triple sec: normaal gesproken heeft deze een alcoholpercentage van 23%.

## Geschiedenis
In 1849 werd Cointreau voor het eerst gemaakt door de twee broers Cointreau, Adolphe en Édouard-Jean, die zochten naar nieuwe likeuren met ingrediënten uit de regio. Een zoon van Édouard-Jean merkte dat de likeuren na enige tijd hun smaak verloren en ging op zoek naar likeur die zijn smaak vast zou houden tot wanneer men het ging drinken.
Na veel proberen kwam hij uiteindelijk terecht bij een likeur op basis van zoete en bittere sinaasappels uit exotische landen.
Om Cointreau te onderscheiden van andere likeuren ontwierp Édouard-Jean een opvallende fles. Deze vierkante fles met afgeplatte hoeken wordt nog steeds gebruikt.

## Sinaasappels
In totaal worden er een vijftal verschillende sinaasappelsoorten gebruikt: Bigarade, Comuna, Cadanera, Salustiana en Pera.
Alleen de schillen van deze sinaasappels worden gebruikt. De vruchten worden geplukt voor ze rijp zijn en de schillen worden verwijderd. Vervolgens worden de schillen in de zon gedroogd en naar de fabriek in Frankrijk verscheept. De schillen worden vervolgens in alcohol geweekt, waardoor zij hun smaak afgeven.